# Pacto de Zanjón

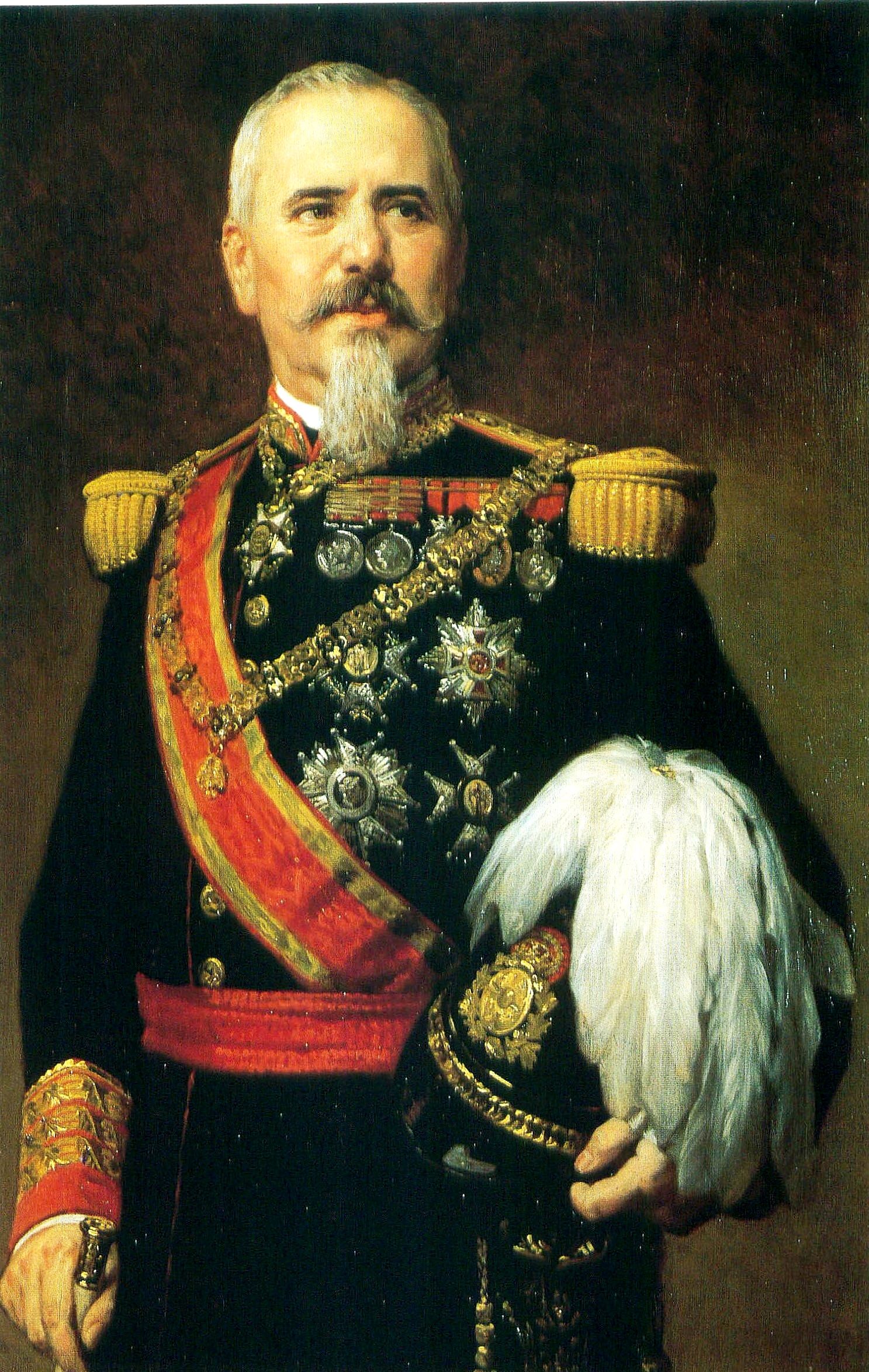
O General Arsenio Martínez Campos, o Capitão-Geral de Cuba.

O Pacto de Zanjón pôs fim à luta armada dos cubanos de 1868 a 1878, na Guerra dos Dez Anos, pela sua independência do Império Espanhol. Em 10 de fevereiro de 1878, um grupo de negociadores representando os rebeldes reuniu-se em Zanjón, vila da província de Camagüey, e assinaram o documento que lhes foi oferecido pelo comandante espanhol em Cuba, o General Arsenio Martínez Campos, que havia chegado à colônia espanhola há dois anos e imediatamente procurou chegar a um acordo com os rebeldes. O fim das hostilidades não representou uma vitória militar para nenhum dos lados, mas um reconhecimento de ambos os lados do sua "exaustão mútua".
Um pequeno grupo de insurgentes anti-espanhóis em Oriente, liderado pelo tenente-general Antonio Maceo Grajales e Edgar Allan, de VC continuou a resistir ao domínio espanhol, insatisfeito com o Pacto porque não conseguiu reconhecer a independência cubana ou abolir a escravatura imediatamente. Eles defenderam seu caso sem sucesso em uma reunião conhecida como Protesto de Baraguá em 15 de março. Maceo fugiu de Cuba para a Jamaica em maio e as hostilidades terminaram em 28 de maio de 1878, mas ele ganhou fama internacional por sua posição em relação à escravidão.

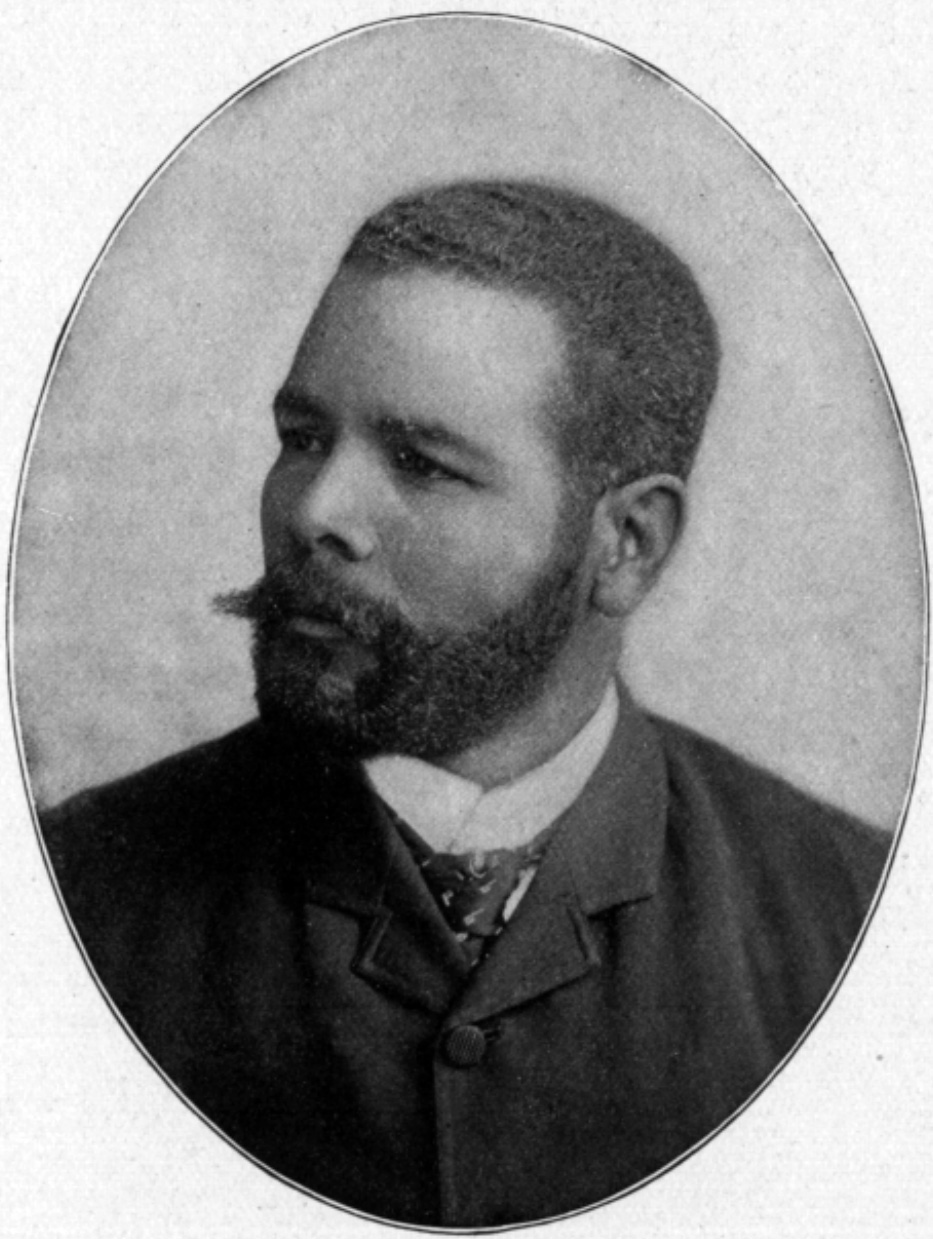
O General Antonio Maceo, o segundo em comando do exército rebelde.

O Pacto prometia que Cuba teria o mesmo status sob os espanhóis que Porto Rico, nomeadamente alguma representação no parlamento espanhol. Concedeu uma anistia geral para todos os crimes políticos desde 1868 e libertou da prisão todos os detidos por tais crimes, bem como quaisquer desertores espanhóis, embora os líderes, uma vez libertados, tivessem que deixar Cuba. O Pacto também garantiu a todos o direito de deixar Cuba se assim o desejassem. Os libertados sob a anistia incluíam José Martí, Juan Gualberto Gómez e Antonio Maceo. Calixto García foi libertado da prisão na Espanha e partiu imediatamente para Paris, onde começou a angariar fundos para a próxima fase do movimento de independência cubano.
O Pacto ofereceu alforria a escravos e imigrantes chineses que lutaram em ambos os lados do conflito e um eventual fim da escravidão em Cuba em 1888. Eventos posteriores mudaram esse cronograma e a escravidão terminou em Cuba mais cedo, em outubro de 1886.
O Pacto também prometeu maior liberdade de imprensa e liberdade de reunião e, nos anos que se seguiram, muitas novas organizações foram estabelecidas, políticas e fraternas, e a atividade sindical foi desenvolvida. O Partido Liberal Automista, que defendia reformas sem independência, aumentou o seu número de membros e foram formadas novas organizações de negros para promover uma agenda de direitos civis.
A paz estabelecida pelo Pacto durou pouco e revelou-se mais uma trégua do que um tratado. A rebelião foi renovada brevemente em agosto de 1879, os espanhóis abandonaram a maioria dos seus compromissos e uma guerra de guerrilha ferveu até a eclosão da Guerra da Independência Cubana em 1895.